# Rodalben
Rodalben är en stad i Landkreis Mainz-Bingen i förbundslandet Rheinland-Pfalz i Tyskland.
Staden ingår i kommunalförbundet Verbandsgemeinde Rodalben tillsammans med ytterligare fem kommuner.